# 宋漱石
宋漱石（1902年4月1日—1981年7月28日），名潔。雲南省昆明縣人，世居贵筑。民國39年（1950年）在新聞記者公會遞補當選第一屆立法委員。
曾祖宋安庭遊宦至雲南居住。祖宋穉安以舉人授知鶴慶、賓州、會澤諸州縣及麗江府，父宋伯垣亦以舉人出長大姚縣、廣通縣、嵩明縣、臨屛諸縣。代有功名。

## 生平[1][2]
先後入昆明第一小學及成德中學畢業，後入省府財廳為見習員，旋入北京財政部財政專門學校肄業，北平民國大學畢業，中央軍校武漢分校政治教官，國立雲南大學教授，國立武漢大學工學院教授，國立政治大學教授，武漢日報社長，民國70年7月28日病逝